# 児玉麻里
児玉 麻里（こだま まり、1967年 - ）は、日本のピアニスト。大阪府生まれ。

## 経歴
3歳でピアノを始める。6歳の時に家族とともに渡欧。14歳の時にパリ音楽院に入学。ジェルメーヌ･ムニエにピアノを、ジュヌヴィエーヌ･ジョア･デュティユーに室内楽を学ぶ。
同音楽院修了後、ロンドン･フィルハーモニー管弦楽団と共演で本格的な演奏活動を開始し、その後は世界各国のオーケストラとの共演、リサイタルなど精力的な活動を続けている。2014年に、ベートーヴェンのピアノ・ソナタ32曲の全曲録音アルバムを出し、2019年12月に出したピアノ協奏曲全集には、ベルリン・ドイツ交響楽団との共演で、協奏曲5曲に加えて「第0番」を収めた。
ピアニストの児玉桃は妹。夫は指揮者のケント・ナガノ、娘はピアニストのカリン・ケイ・ナガノ （Karin Kei Nagano）である。

## テレビ出演
- 一枚の写真（1990年4月24日、フジテレビ）